# 얼룩매가오리속
얼룩매가오리속(Aetobatus)은 매가오리목에 속하는 가오리류 집단이며, 얼룩매가오리과(Aetobatidae)의 유일한 속 분류군이다. 과거에는 매가오리과의 하위 분류군으로 취급되었다.

## 상세
얼룩매가오리속의 종들은 대서양과 인도-태평양의 아열대 지역에 분포해 있으며 먼 거리를 이동하는 원양 어류 집단이다. 대한민국에서는 얼룩매가오리(Aetobatus narinari)와 박쥐가오리(Aetobatus narutobiei)가 보고되었다.
삼각형 형태의 가슴지느러미는 눈 부분까지 연장되어 있으며 주둥이는 눈보다 좀 더 아래 쪽에 위치해 있다. 주둥이 끝 부분은 길쭉한 삽 모양이다. 입과 코는 몸통 밑바닥 부분에 존재하며 주둥이 부분에서 약간 떨어진 곳에 위치해 있다. 이러한 특징들은 매가오리과와 구분할 수 있는 중요한 지표이다. 기다란 꼬리에는 독가시가 존재한다.

## 분류
얼룩매가오리속은 2016년 이전까지 조셉 넬슨(Joseph S. Nelson)에 의해 매가오리과의 하위 분류군인 매가오리아과(Mylobatinae)의 한 속으로 취급되었다. 그러나 2016년 이후, 윌리엄 화이트(William T. White) 및 동료 연구진들의 분류 개정으로 얼룩매가오리속은 매가오리과에서 따로 분리되어 독자적인 분류군을 형성하였다. 얼룩매가오리과 내에 속하는 속 분류군은 얼룩매가오리속이 유일하다.
과거에는 세 종류의 현생종이 알려졌는데, 여기서 얼룩매가오리(A. narinari)의 일종으로 취급되었던 개체군을 서식지에 따라 서로 다른 종-대서양 서식종(A. narinari), 인도-서태평양 서식종(A. ocellatus), 그리고 동태평양 서식종(A. laticeps)-으로 분류해야 한다는 주장이 있다. 따라서 현재까지 알려진 현생종은 다섯 종류인 것으로 추정된다.

### 종 목록
- 긴머리매가오리 (Aetobatus flagellum)
- 태평양흰점매가오리 (Aetobatus laticeps)
- 얼룩매가오리 (Aetobatus narinari)
- 박쥐가오리 (Aetobatus narutobiei)
- 점무늬매가오리 (Aetobatus ocellatus)
- †Aetobatus arcuatus
- †Aetobatus cappettai
- †Aetobatus irregularis
- †Aetobatus punctatus
- †Aetobatus poeyi
- †Aetobatus sinhaleyus

## 참고 자료
1. 1 2 3  White, W. T. & Naylor, G. J. P. (2016년). “Resurrection of the family Aetobatidae (Myliobatiformes) for the pelagic eagle rays, genus Aetobatus”. 《Zootaxa》.
2. 1 2  Nelson, J.S. (2006년). 《Fishes of the World (네 번째 개정판)》.
3. ↑  Froese, Rainer, and Daniel Pauly, eds. (2015년). “Species of Aetobatus”. 《피시베이스》.
4. ↑  “얼룩매가오리”. 《국립수산과학원》. 2017년 8월 14일에 확인함.[깨진 링크(과거 내용 찾기)]
5. ↑  “박쥐가오리”. 《국가 생물다양성 정보공유체계》. 2017년 8월 14일에 원본 문서에서 보존된 문서. 2017년 8월 14일에 확인함.
6. ↑  White, W.T. (2013년). “A New Species of Eagle Ray Aetobatus narutobiei from the Northwest Pacific: An Example of the Critical Role Taxonomy Plays in Fisheries and Ecological Sciences”. 《PLOS ONE》.
7. ↑  Richards, V.P., M. Henning, W. Witzell & M.S. Shivji (2009년). “Species delineation and evolutionary history of the globally distributed spotted eagle ray (Aetobatus narinari)”. 《Journal of Heredity》.
8. ↑  White, W.T. (2014년). “A revised generic arrangement for the eagle ray family Myliobatidae, with definitions for the valid genera”. 《Zootaxa》.